# Wüstung Studnitz

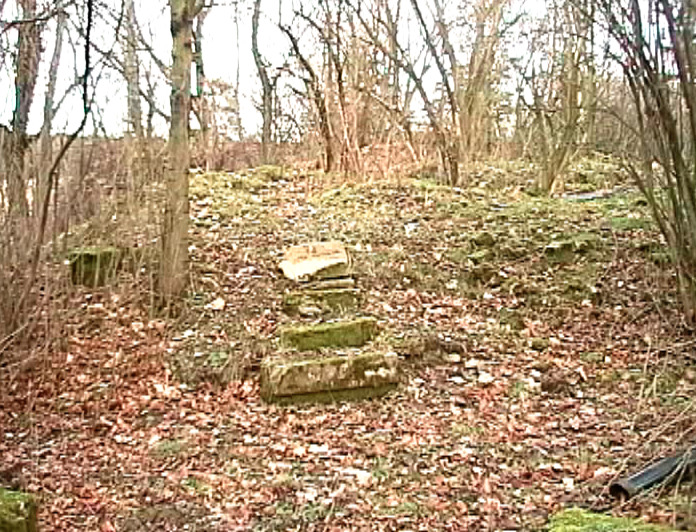
Rest der Wüstung Studnitz

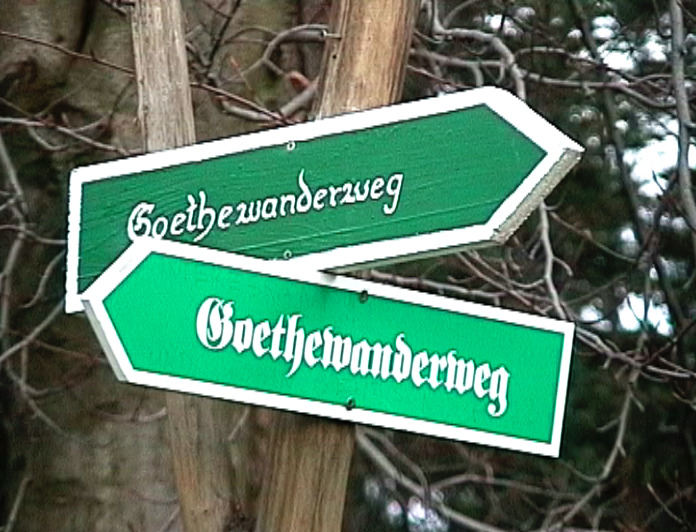
Wegweiser Goethe-Wanderweg bei der Wüstung Studnitz

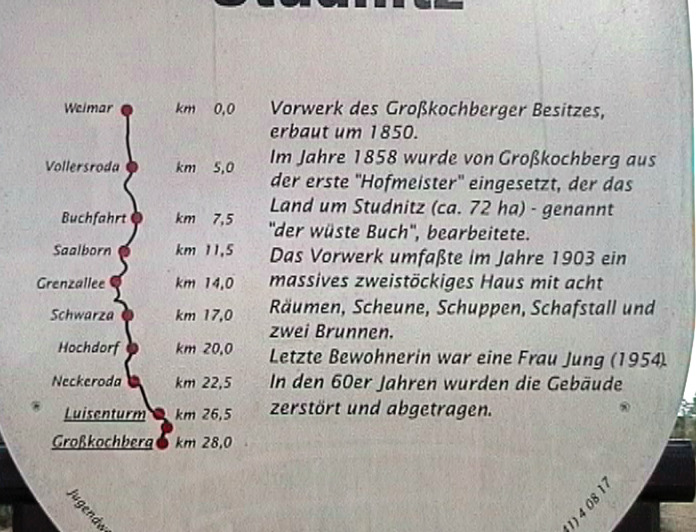
Erklärungstafel zum Vorwerk Studnitz

Die Wüstung Studnitz (ehemals Ratzdorf/Wüstenbuch) ist ein ehemaliges Vorwerk bzw. eine Farm. Sie gehörte zum Gut Großkochberg und ist Teil der Gemeinde Uhlstädt-Kirchhasel in Thüringen. Der Ort wurde nach einem Freund des Besitzers, einem Herrn von Studnitz benannt. Sie liegt südöstlich von Neckeroda und nördlich von Großkochberg auf einer Muschelkalkplatte. Es gibt für den geologischen Untergrund aber auch die Angabe von Wellenkalk. Unter Friedrich Christian Ludwig Freiherr von Stein kam Studnitz 1733 in den Besitz der Familie von Stein zu Lausnitz. Es wird im Zusammenhang mit der Schäferei Clöswitz genannt, zu der das Vorwerk Studnitz gehörte. Das Vorwerk Studnitz ist um 1850 erbaut worden. Auf dem Hof sind dessen Grundmauern sowie ein altes Kellergewölbe und ein Brunnen noch zu finden. Es gab hier ebenfalls eine Schäferei. Der Betrieb wurde vor 1945 eingestellt. Die Größe des Gutes betrug 303 ha. Das Gebäude war noch bis 1954 bewohnt und wurde in den 1960er Jahren zerstört und abgerissen.
Nahe daran vorbei führt der Goethe-Wanderweg. Auch befand sich hier die Grenze vom Herzogtum Sachsen-Meiningen zum Großherzogtum Sachsen-Weimar-Eisenach.